# Jaime I, Conde de Urgel
Jaime I (1320 — Barcelona, 15 de novembro de 1347) foi conde de Urgel, visconde de Àger e barão de Entenza e de Antillón. Foi conde de Urgel entre 1328 e 1347.
Foi o segundo filho varão do infante Afonso de Aragão e de Teresa de Entenza, condessa de Urgel. Herdou o condado de Urgel aos oito anos de idade, com a morte de sua mãe e a renúncia de seu pai, que ascendeu ao trono de Aragão como Afonso IV.
Durante o reinado de seu pai, as intrigas de sua madrasta, a rainha Leonor, provocaram a perda de uma parte dos domínios condais: Alos, Ivars e Meiá, os quai passaram para os filhos desta, Fernando e João.
Em 1336, casou com Cecília de Cominges, filha do conde Bernardo VIII de Cominges, com quem teve dois filhos:
- Pedro (1340-1408), que lhe sucedeu como Pedro II;
- Isabel, terceira esposa do conde Hugo I de Cardona.

Durante o reinado de seu irmão Pedro IV, foi procurador-geral do reino, sendo fiel a todo momento ao rei, pôs-se contra a própria irmã, Constança, rainha consorte do reino de Maiorca.
Jaime também era herdeiro presuntivo do trono, sendo o parente varão mais próximo do rei. Então, em 1347, Pedro decidiu deserdar o irmão a favor de sua filha primogênita, a infanta Constança. Jaime então se juntou a seus meios-irmãos contra esta decisão real. Ele também foi obrigado a renunciar ao cargo de procurador-geral e a jurar fidelidade ao rei numa assembleia das Cortes em Saragoça, no verão daquele ano.
A morte de Jaime se deu pouco tempo depois, de acordo com os rumores da época, envenenado pelo irmão.